# Gephyromantis leucomaculatus
Gephyromantis leucomaculatus – gatunek płaza bezogonowego z rodziny mantellowatych (Mantellidae). Endemit północno-wschodniej części Madagaskaru.

## Występowanie
Płaz endemiczny żyjący wyłącznie w północno-wschodnim Madagaskarze, pomiędzy Marojejy i Ambatovaky, także na pobliskich wyspach Nosy Mangabe i Nosy Boraha.
Zwierzę to zamieszkuje pierwotne lasy deszczowe położone nie wyżej niż 700 metrów nad poziomem morza. Nie bytuje na obszarach zmienionych działalnością ludzką.

## Rozmnażanie
Nie wymaga obecności zbiorników wodnych, a zatem prawdopodobnie zachodzi tu rozwój prosty.

## Status
W Czerwonej księdze gatunków zagrożonych IUCN płaz ten od 2016 roku klasyfikowany jest jako gatunek najmniejszej troski (LC, ang. Least Concern); wcześniej, od 2004 roku uznawano go za gatunek bliski zagrożenia (NT, ang. Near Threatened).
Gęstość występowania gatunku jest zróżnicowana – w niektórych lokalizacjach spotyka się go bardzo często, gdzie indziej stanowi rzadkość. Całkowita liczebność ulega obniżeniu ze względu na utratę i degradację siedlisk.
IUCN wymienia następujące zagrożenia dla zwierzęcia związane z destrukcją środowiska naturalnego: rozwój rolnictwa, pozyskiwanie drewna i wytwarzanie węgla drzewnego, wypas zwierząt gospodarskich i osadnictwo.